# 普瑞泽柔竞技场
49°14′21″N 08°53′18″E / 49.23917°N 8.88833°E
普瑞泽柔竞技场（法語：Prezero-Arena），原名莱茵-内卡竞技场（德語：Rhein-Neckar-Arena）是一座位于德国辛斯海姆（巴登-符腾堡州）的专业足球运动场，由SAP公司的创办者之一商人迪特马尔·霍普独资兴建，于2009年落成，并成为德甲球队霍芬海姆的主场。场内可容纳30164名观众（包括21118个坐席及9146个站席）。2009年1月24日，莱茵-内卡竞技场举行了盛大的启用典礼，由霍芬海姆与莱茵-内卡地区联队进行了开幕比赛，并以6比2获胜。该球场的首场正式比赛是2009年1月31日的德甲联赛，霍芬海姆以2比0战胜科特布斯。

## 建造
莱茵-内卡竞技场的首份建造计划于2007年5月25日被提出，原址选在海德堡。后因环保问题未能与当地政府达成一致，该项计划被否决。
现时的莱茵-内卡竞技场耗资6000万欧元，位于辛斯海姆汽车与技术博物馆对面及6号高速公路的辛斯海姆南出口旁，历时22个月建成。

## 容量
莱茵-内卡竞技场可提供30164个观众席位，其中9146个为站席。当举行国际赛事时，站席可以全部转换为坐席，以此将减少2500个席位。在球场的西看台还提供1400个商务座席及40个可容纳10人以上的贵宾包厢。此外球场还设有2500个观众车位及另外2500个车位可供转播机构、商务贵宾及旅游大巴停放。

## 重要赛事
2011年女子世界杯足球赛
- （具体场次待定）

2013年德国体操节